# 篠田一斗
篠田 一斗（しのだ かずと、1998年12月24日 - ）は、日本の俳優。神奈川県出身。
所属事務所はLIBERA。

## 出演

### 映画
- 胸が鳴るのは君のせい
- 東京リベンジャーズ

### ドラマ
- 賭ケグルイ双(Amazon Prime Video)

### 広告
- スーツのはるやま

### その他
- ゴルフウェア「CAVALLUCCIO MARINO」メインモデル